# Wohnhaus Am Deich 14/15
Das Wohnhaus Am Deich 14/15 im niedersächsischen Nordenham-Einswarden im Landkreis Wesermarsch stammt aus dem eher späten 19. Jahrhundert.

Aktuell (2024) wird es als Wohnhaus genutzt.
Das Gebäude steht unter Denkmalschutz (siehe auch Liste der Baudenkmale in Nordenham).

## Geschichte
Die ländliche Bauerschaft Einswarden wurde am Beginn des 20. Jahrhunderts durch die Ansiedlung der 1905 gegründeten Schiffswerft Frerichs AG nun auch industriell geprägt. Das Nebeneinander von älteren kleineren Häusern, Arbeiterwohnsiedlungen und den Industriebauten bestimmte nun das Bild des Ortsteils.

## Beschreibung
Das eingeschossige traufständige verputzte Gebäude mit Krüppelwalmdach, mittigem Giebel an der Längsseite und zwei seitlichen Anbauten mit den Eingängen sowie durch Klinkersteine gerahmten segmentbogigen Öffnungen und Ecken wurde im Stil der Gründerzeit als symmetrisches Doppelhaus gebaut und ist einer der wenigen noch erhalten kleineren Bauten von vor dieser Zeit des Wandels. Ein weiteres gleiches Doppelhaus (Nr. 12/13) steht neben diesem Gebäude.
Das Landesdenkmalamt befand zur Bedeutung der Gruppe: „… künstlerisch, städtebaulich …“